# Carlos Ciriza
Jesús Carlos Ciriza Vega, también conocido como Carlos Ciriza, (Estella, 1964) es un pintor y escultor, español, de formación autodidacta, que trabaja fundamentalmente la escultura racionalista y el cubismo esquemático.
Cuenta con una trayectoria artística de más de 40 años en la que ha participado en más de 200 exposiciones individuales y colectivas. Sus obras se exhiben en museos, parques y colecciones públicas y privadas de 26 países.

## Biografía
Desde temprana edad se interesó por el arte. Estudió en la Escuela de Artes y Oficios de Pamplona. Inicialmente se formó en la pintura y posteriormente se enfocó en la escultura, mostrando interés en figuras de madera, cerámica, escayola y hierro. En sus primeros años, desarrolla su obra con reflexiones próximas al pensamiento de Richard Serra, Julio González, Chirino, Henry Moore, Chillida y Oteiza. En el caso de estos dos últimos, la cercanía es tanto geográfica como en el espíritu que anima a su plástica, donde el espacio se revela como un elemento esencial e imprescindible de la escultura del siglo XX-XXI.
En 1989, entra a formar parte de la Asociación de Escritores y Artistas Españoles, donde permanece varios años. Ciriza junto con otros grupo de artistas crean "El Punto", colectivo que agrupa a pintores y escultores procedentes de distintos estilos artísticos. La carrera de Carlos Ciriza comprende más de 40 años, sus esculturas basan en formas y fragmentos volumétricos con masas de colores.
En 1991, es nominado para el premio "Estellés del Año" en Estella (Navarra). Y en 1992, recibe el Segundo Premio (Medalla de Plata). Concurso internacional "L'Ecologia, Ambiente e Natura" en Salerno (Italia) y viaja a Nueva York, donde realiza una serie de pinturas y obras sobre impresiones de la ciudad. En 2011 se conmemora el 25 aniversario de su primera exposición, (1986/ 2011) realizándose una muestra de escultura y pintura del autor y la edición de un libro en el que escriben 35 personalidades de diferentes estamentos como críticos de arte, curadores, rectores de distintas universidades,
Alejandra Coello de Portugal Erhardt (Universidad Complutense de Madrid y Universidad Libre de Berlín), en una de las publicaciones describe lo siguiente: 

Ciriza busca y disfruta del silencio en todos los sentidos; trabajador incansable, viajero y reacio a entrevistas y actos públicos. Artista honesto, consecuente y respetuoso, prefiere compartir sus creaciones y que sean sus obras las que hablen y dialoguen con el espectador, en esa proyección internacional de alcance mundial.

En 2007 su obra Espacios de Luz fue incluida como Patrimonio Nacional y reposa en la Casa de Su Majestad el Rey, en el jardín del Palacio de la Zarzuela. En 2010 la Clínica Universidad de Navarra acoge un mural de Ciriza llamado Hacia la Esperanza. En 2016 participó de un homenaje a las víctimas del vuelo 9525 de Germanwings. Ciriza presentó un proyecto escultórico como un homenaje a las 149 víctimas del accidente llamado Siempre unidos en vuestra memoria. La obra cuenta con 149 piezas de acero inoxidable, con una altura de más de 6 metros y 6 toneladas de peso.
El 11 de julio de 2017 recibió el "Gallico de oro" por parte de la Sociedad Napardi.

## Obras monumentales
- La Tao Monumento al Centenario (1900-2000) de la Provincia Capuchina de Navarra, Cantabria y Aragón. Obra instalada en la Curia Provincial de los Padres Capuchinos. Medidas 3,5x2,2x1 m
- Lugar de pensamientos: situada en el Campus de la Universidad Pública de Navarra.
- Stela 5x3x1,5 m: ubicada en la rotonda principal de entrada a la Ciudad de Estella (Navarra) Peso: 4 toneladas.
- Homenaje al Toro 5,7x2,4x2,4 m: situada en el exterior del coso taurino pamplonés.
- El Gigante Guardián: obra situada en las inmediaciones del túnel de Larrakaitz (Sumbilla, Navarra), en la N-121 Pamplona-Francia en el km 59,5 y encargada por el Departamento de Obras Públicas, Turismo y Comunicaciones del Gobierno de Navarra. Medidas 6x6x2 m y pesa 6 t + base de 29 t
- Cruz: Plaza de la parroquia de la Curia Provincial Capuchina.
- Fuente de la sabiduría: situada en las plaza interior de la Curia Provincial de los P.P Capuchinos.
- Homenaje a Querétaro y a su arquitectura hidráulica (2020) situada en la ciudad de Querétaro, México.[15]

Obras
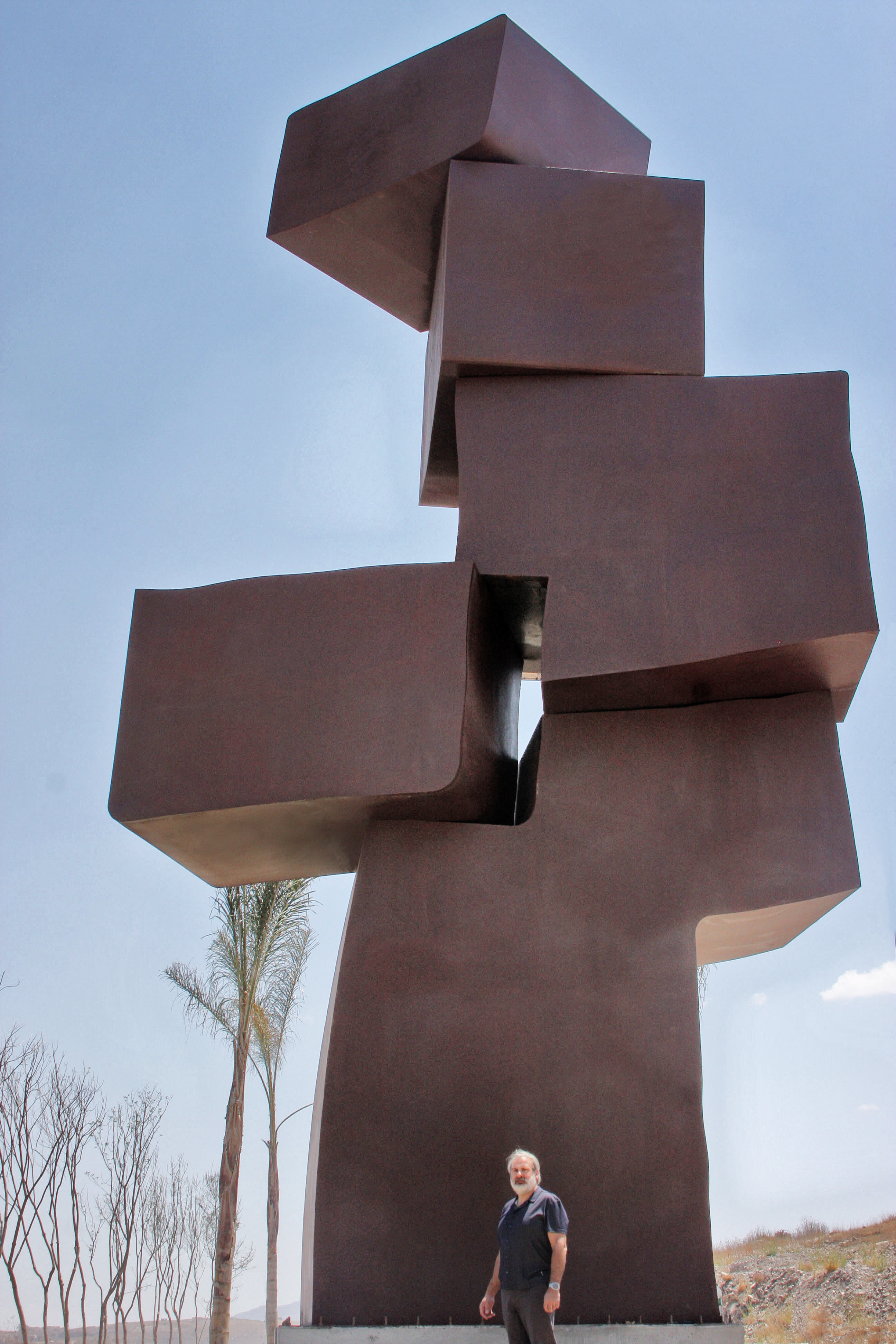
Homenaje a la Construcción
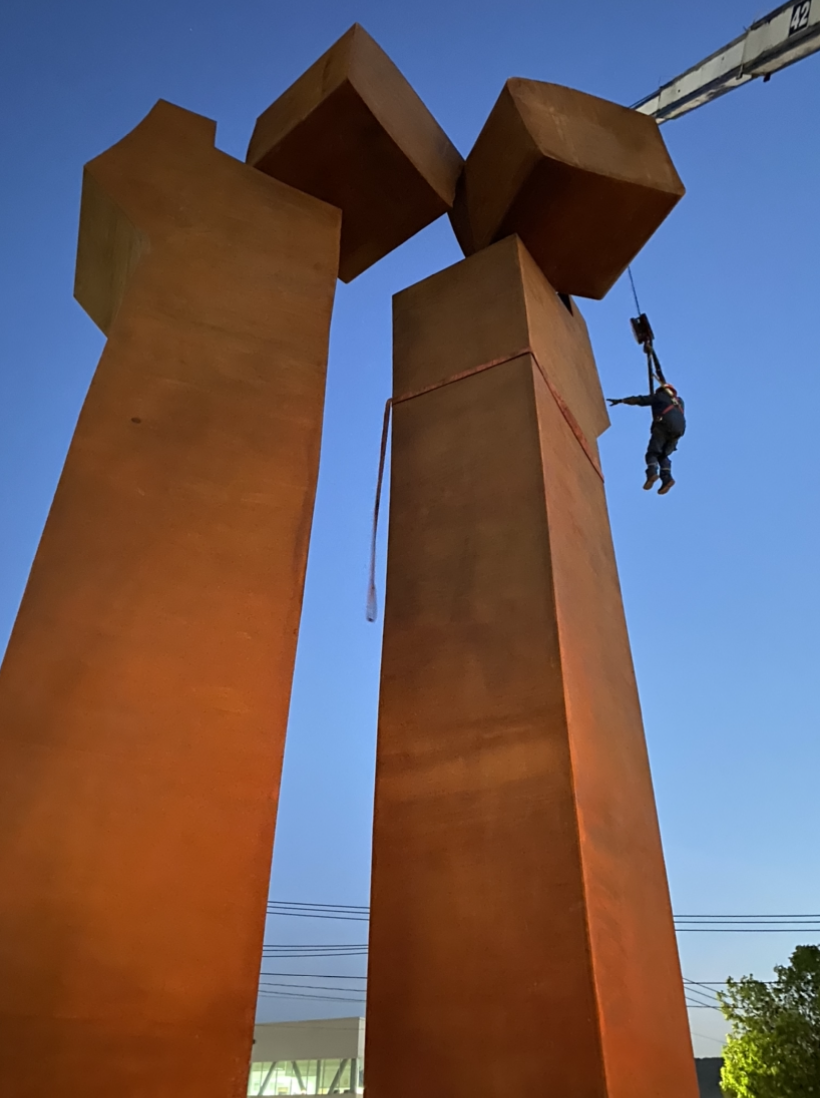
Espacios Emergentes
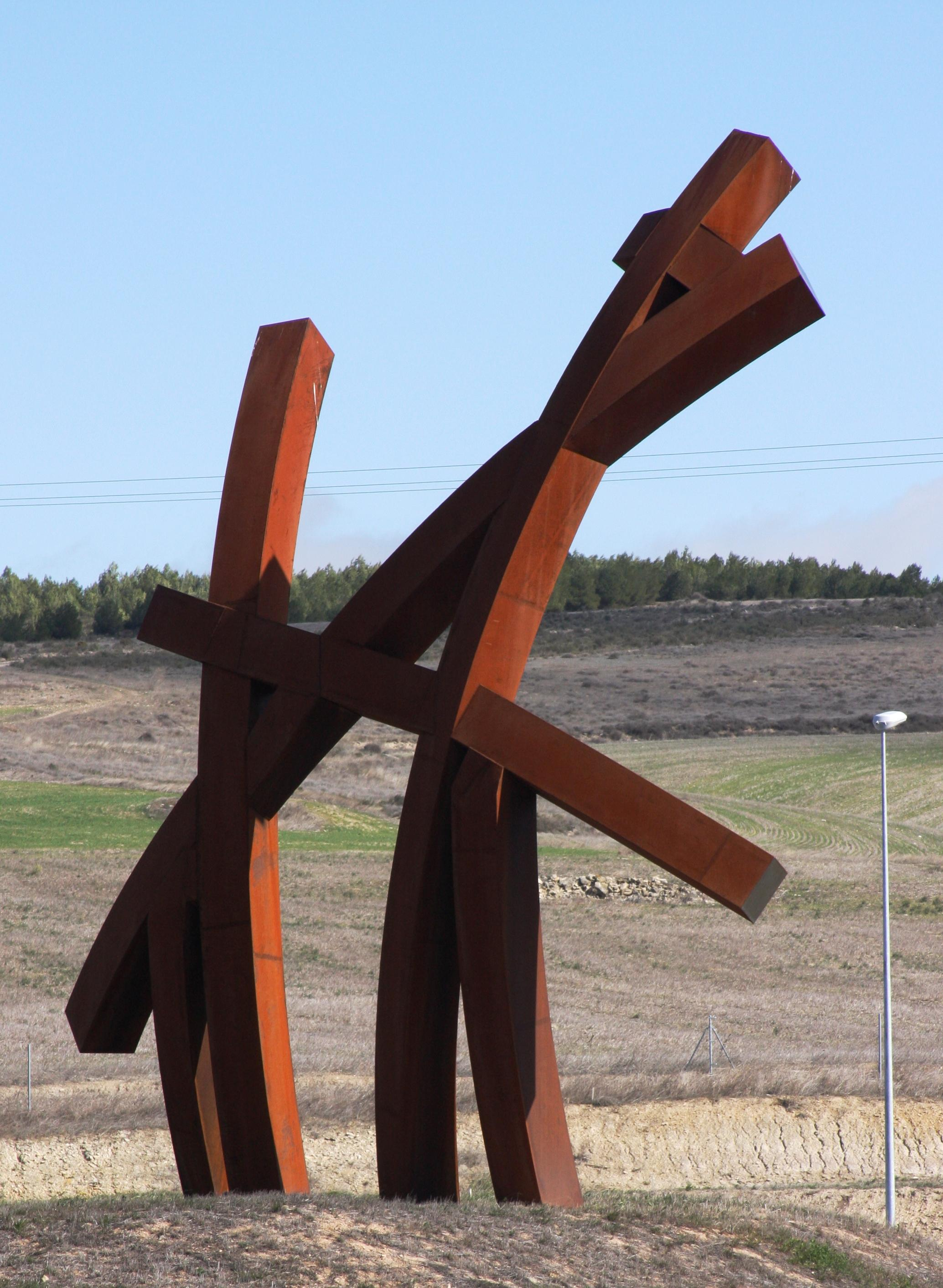
Cruce de Caminos
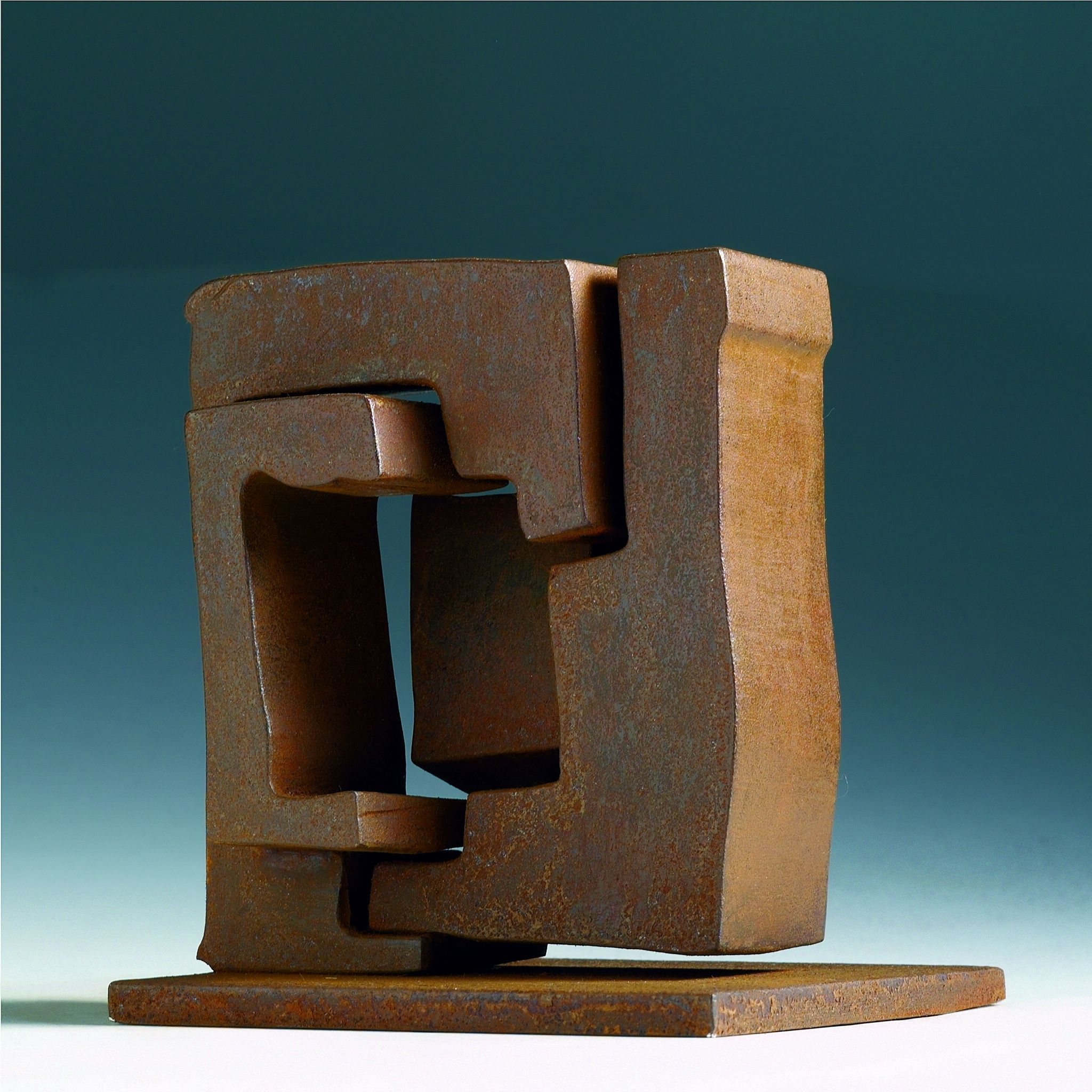
Desplazamiento
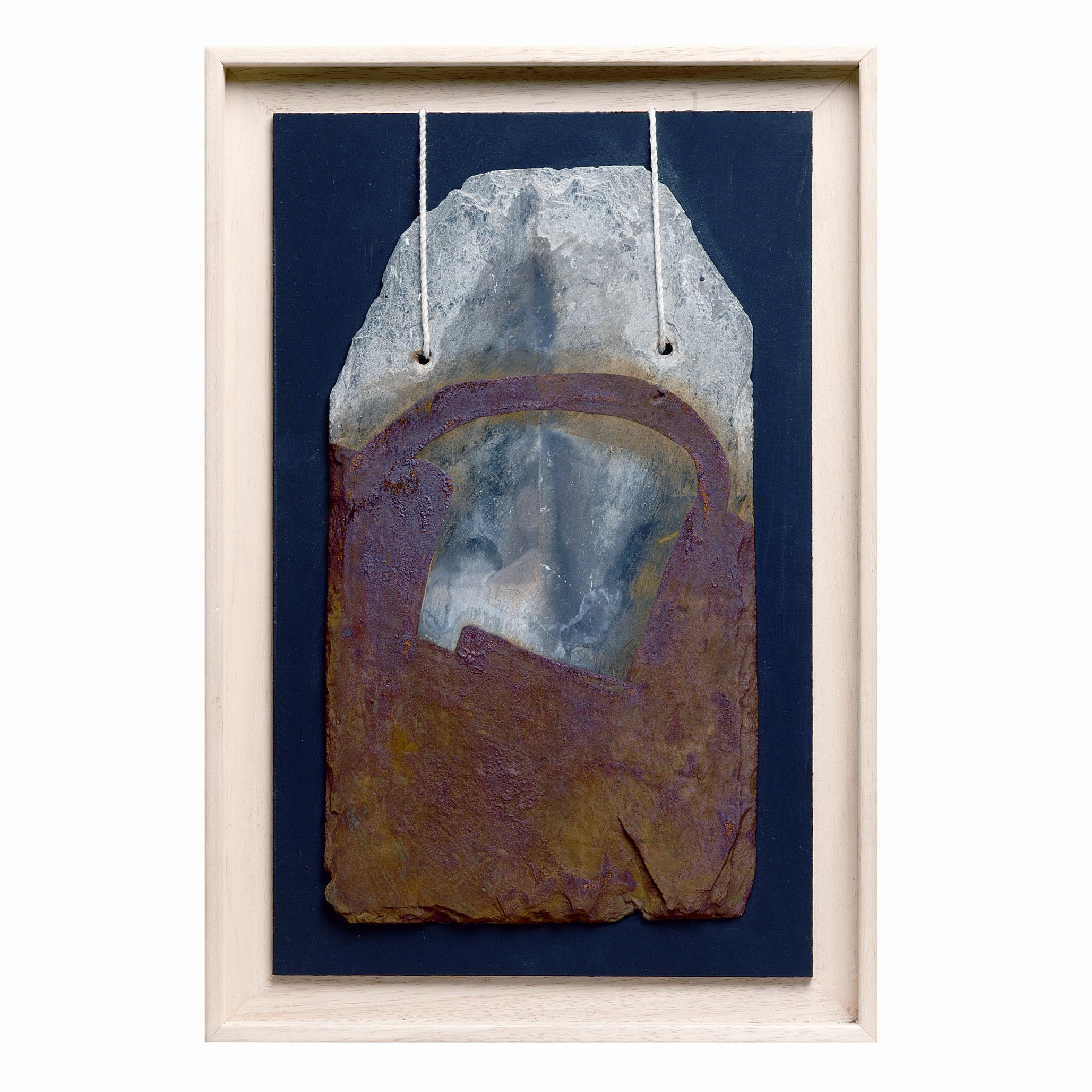
Pizarra
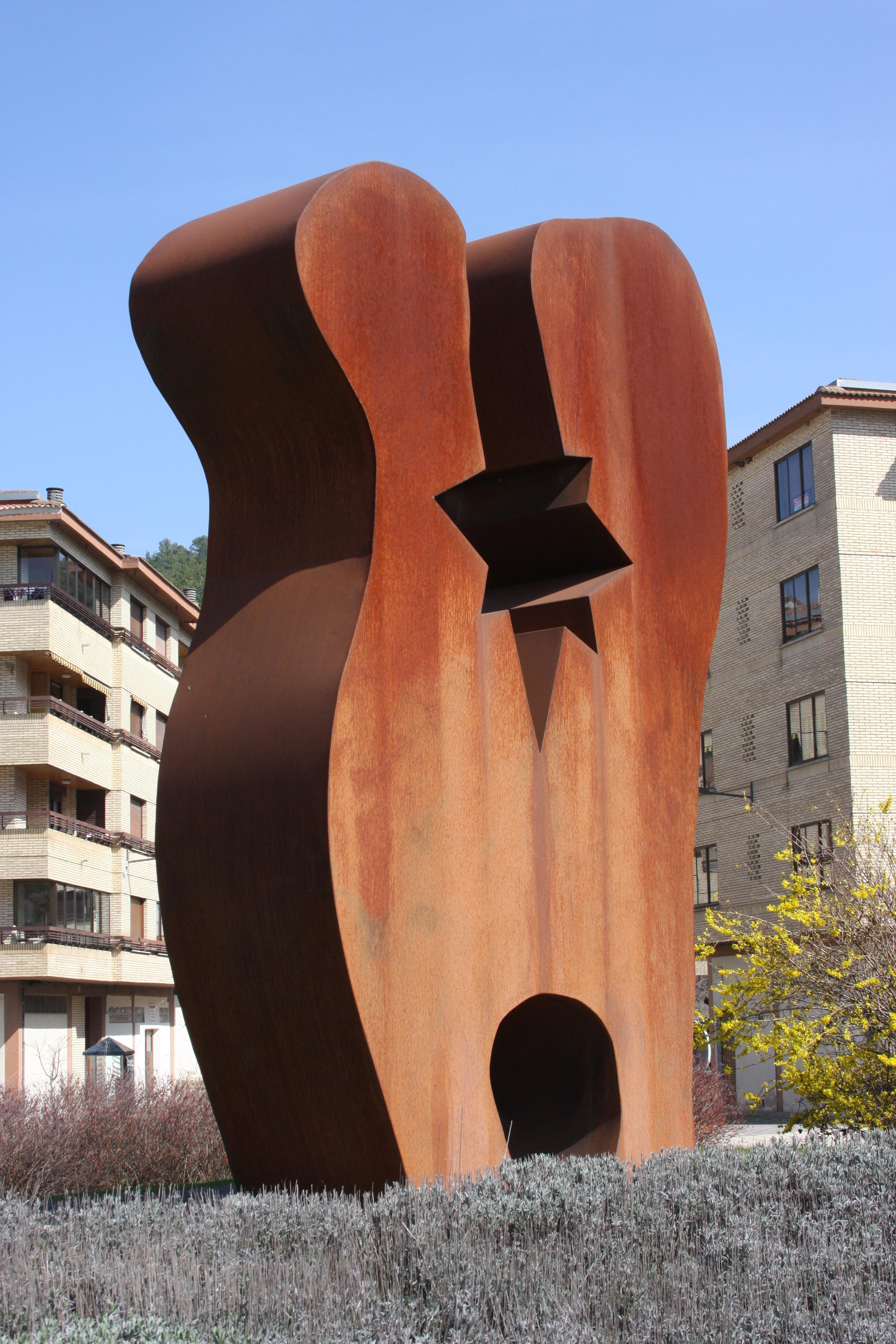
Stella
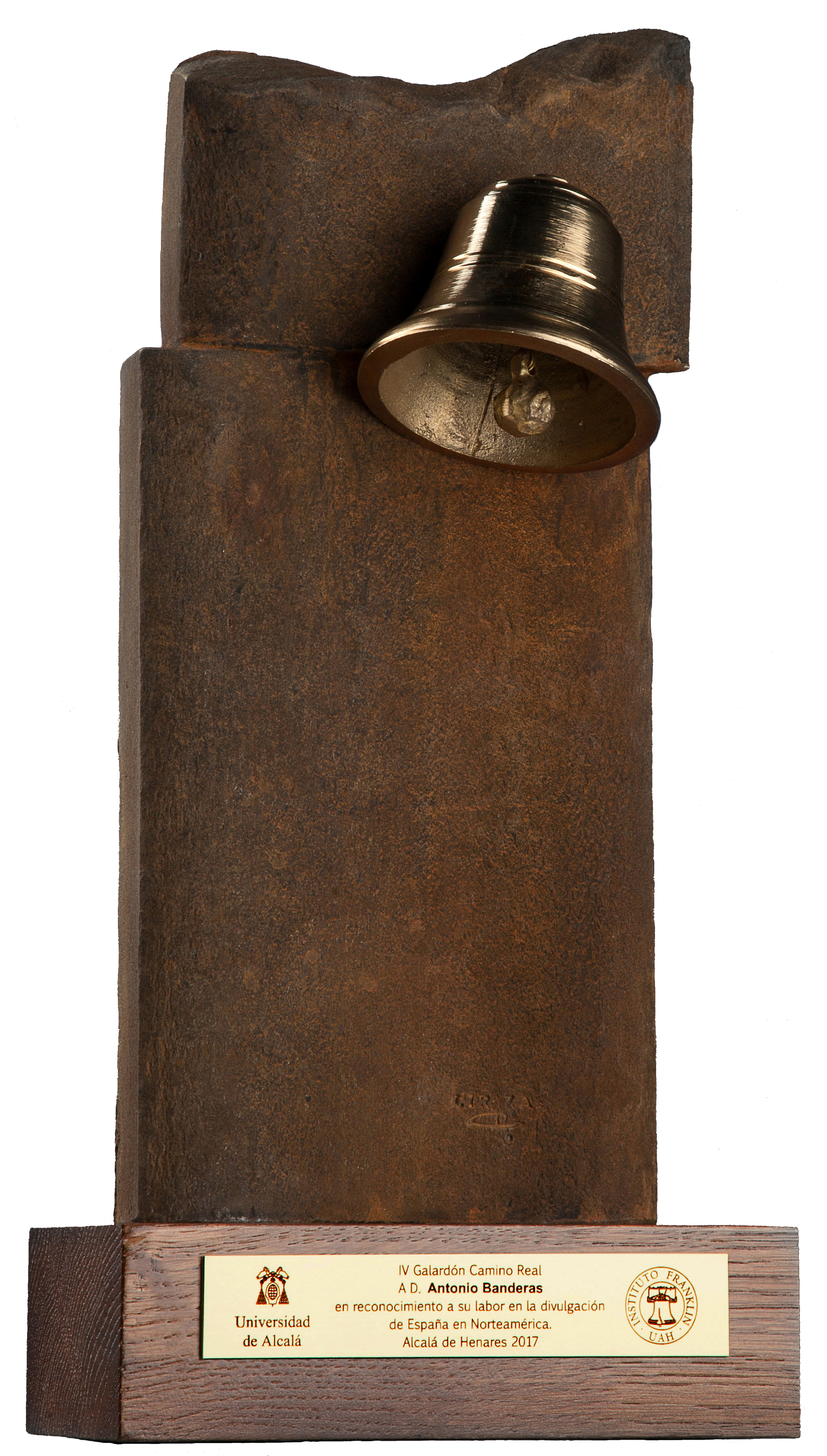
Galardón Camino Real
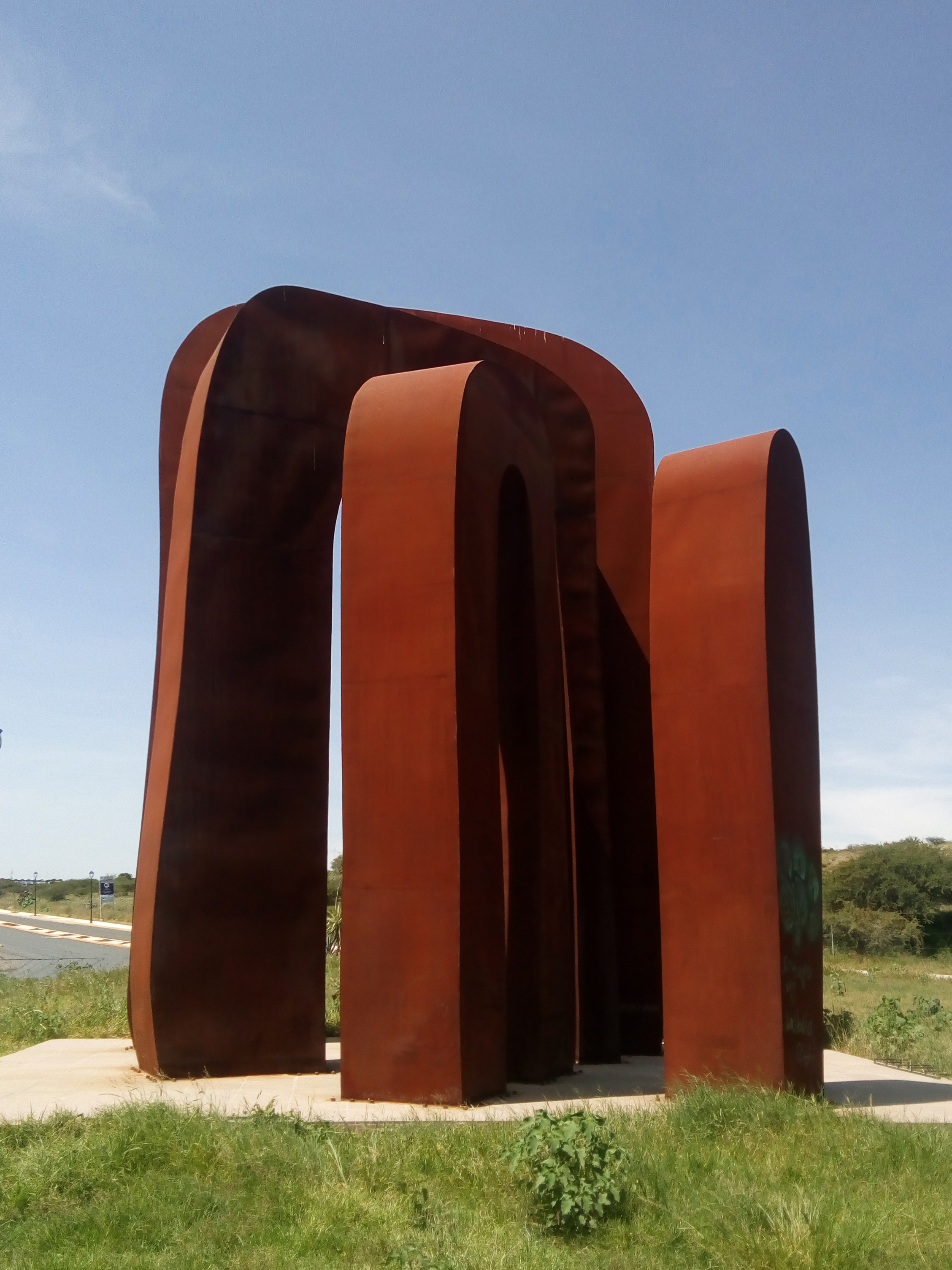
Homenaje a Querétaro
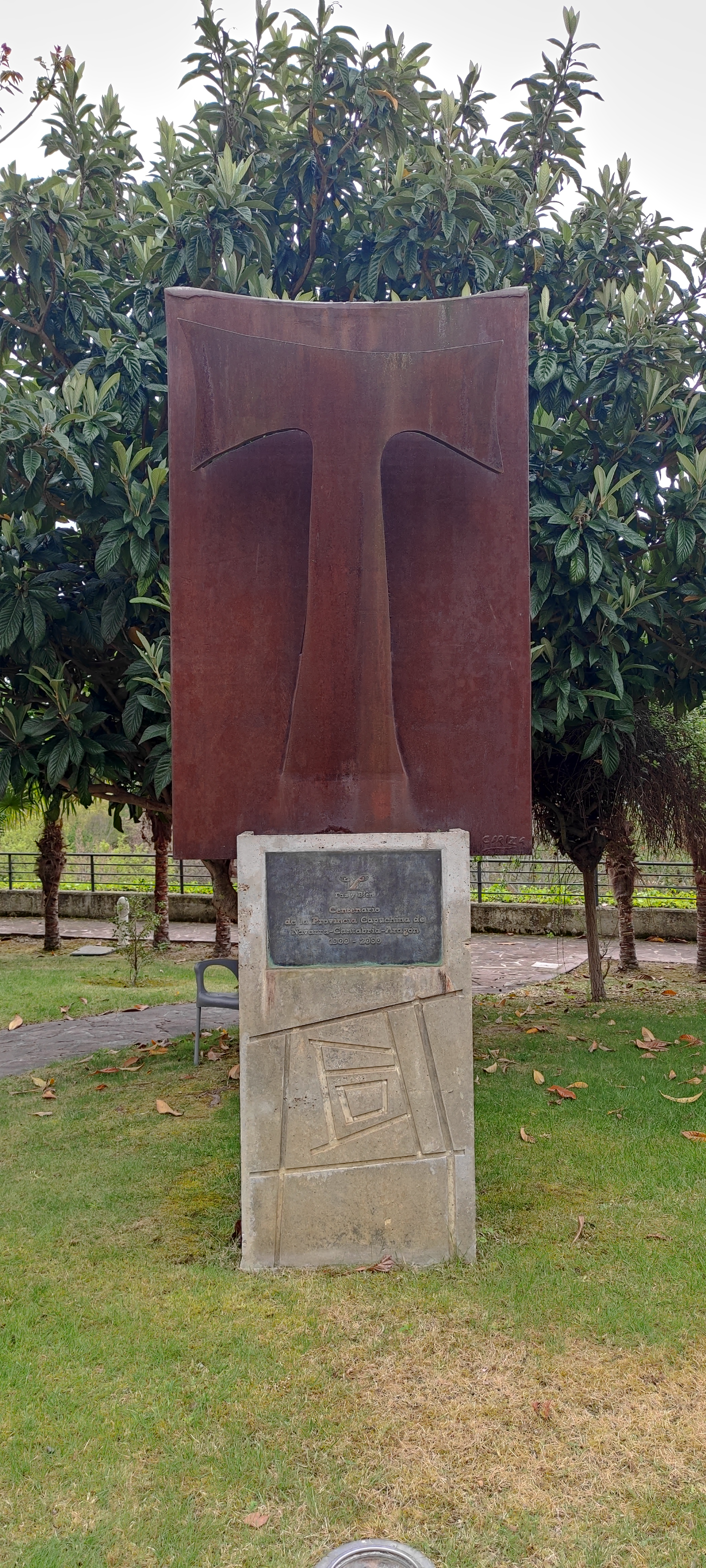
Monumento al Centenario de la Provincia Capuchina en Navarra, Cantabria y Aragón (San Pedro Extramuros, Pamplona)
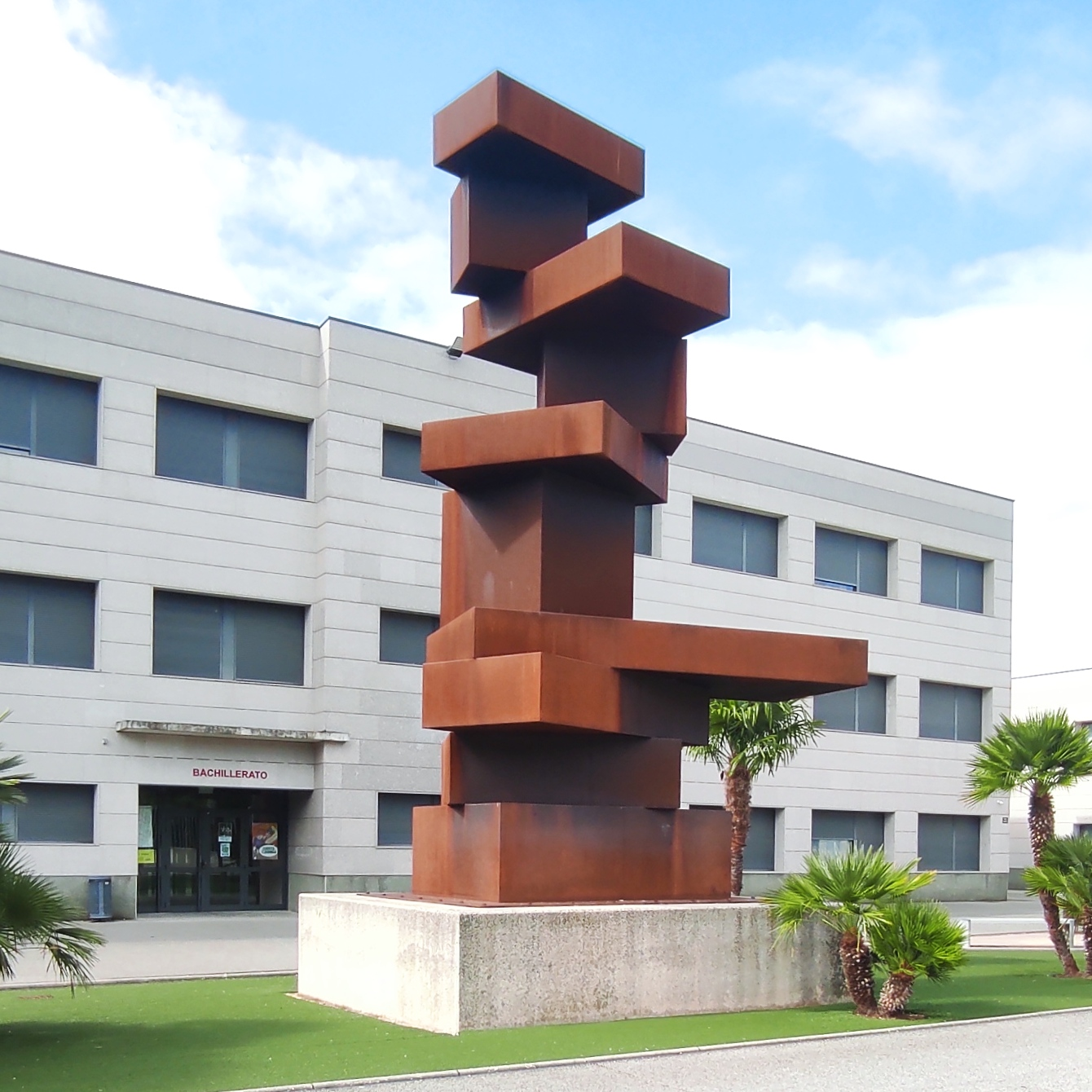
Nuestros libros. Sarriguren, 2009. Colegio Santa María la Real. Hermanos Maristas.
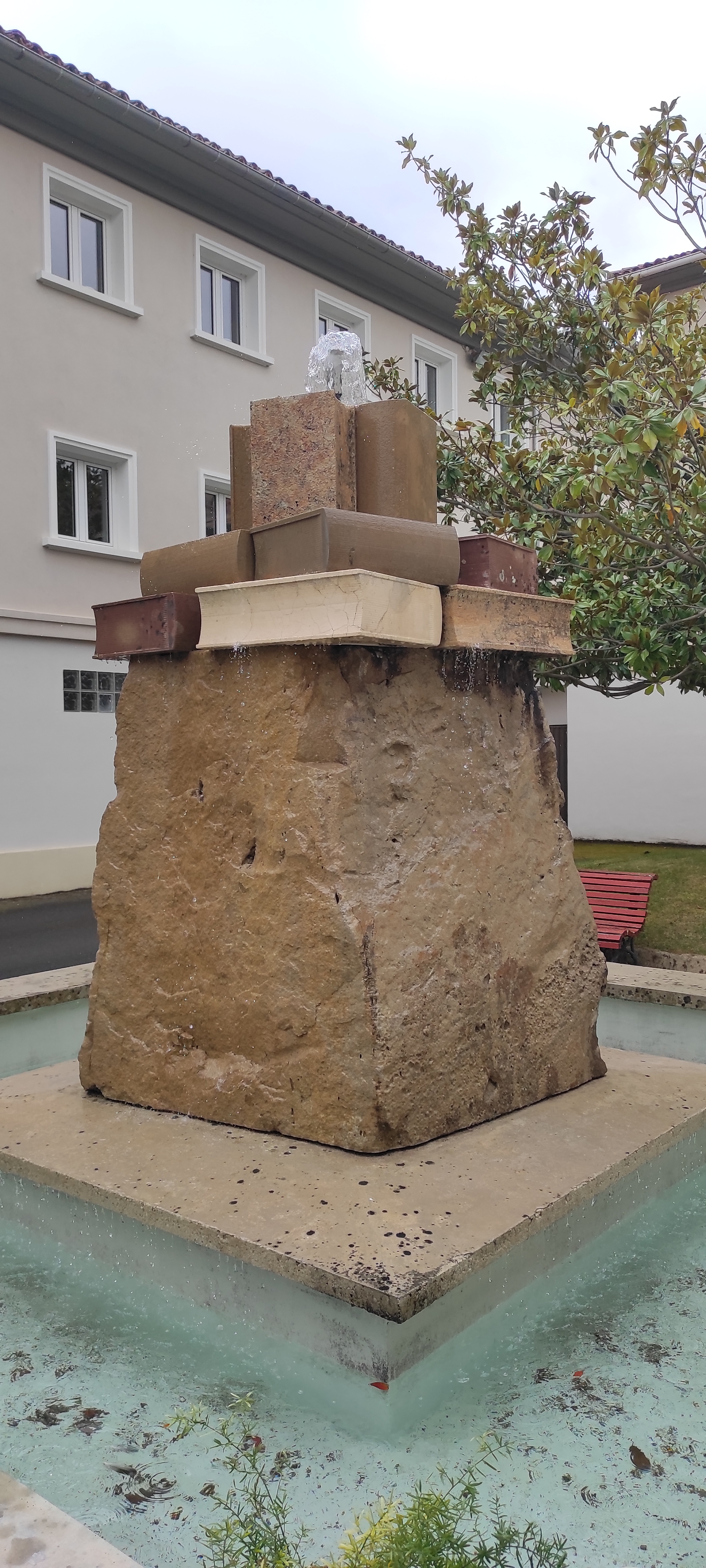
Fuente de la sabiduría (San Pedro Extramuros, Pamplona)
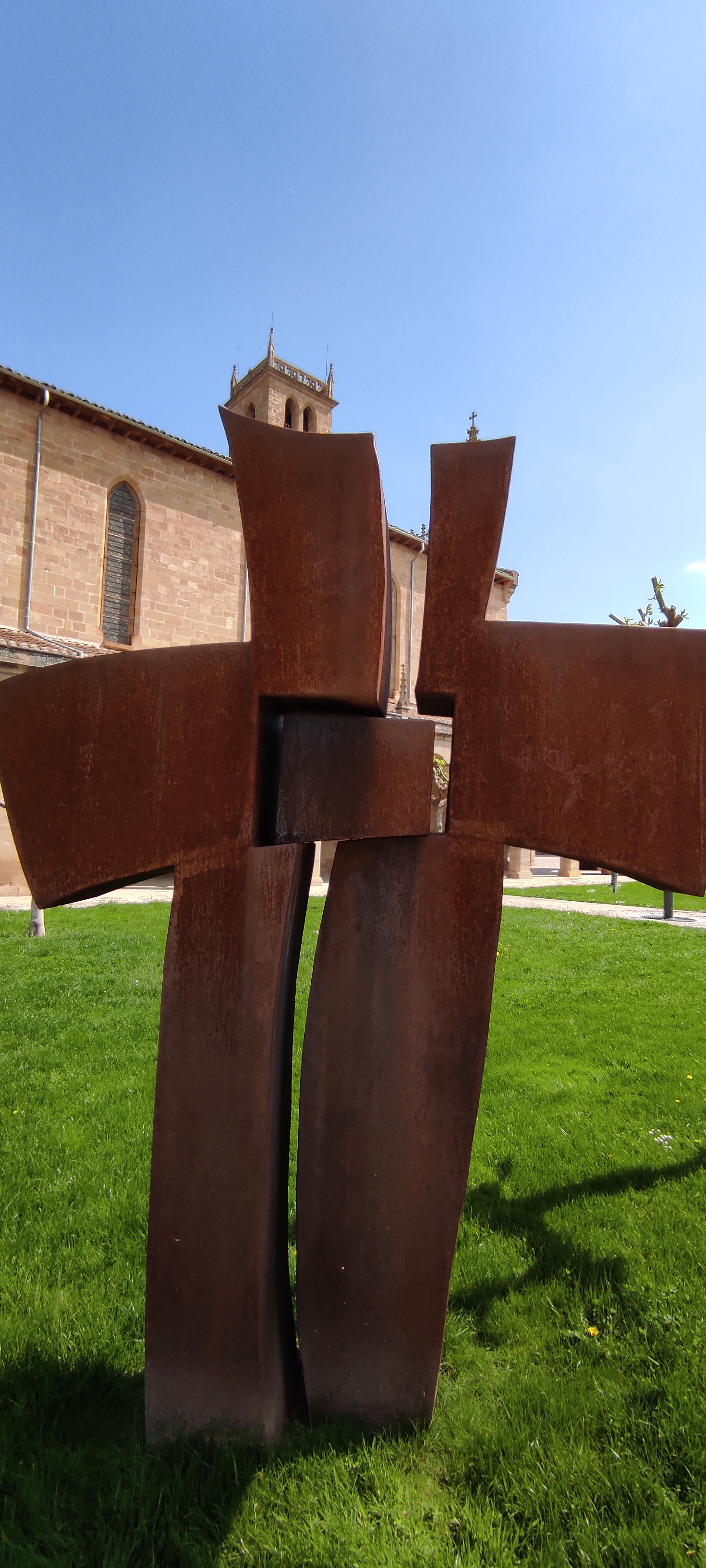
Cruz del Centenario (Obanos)
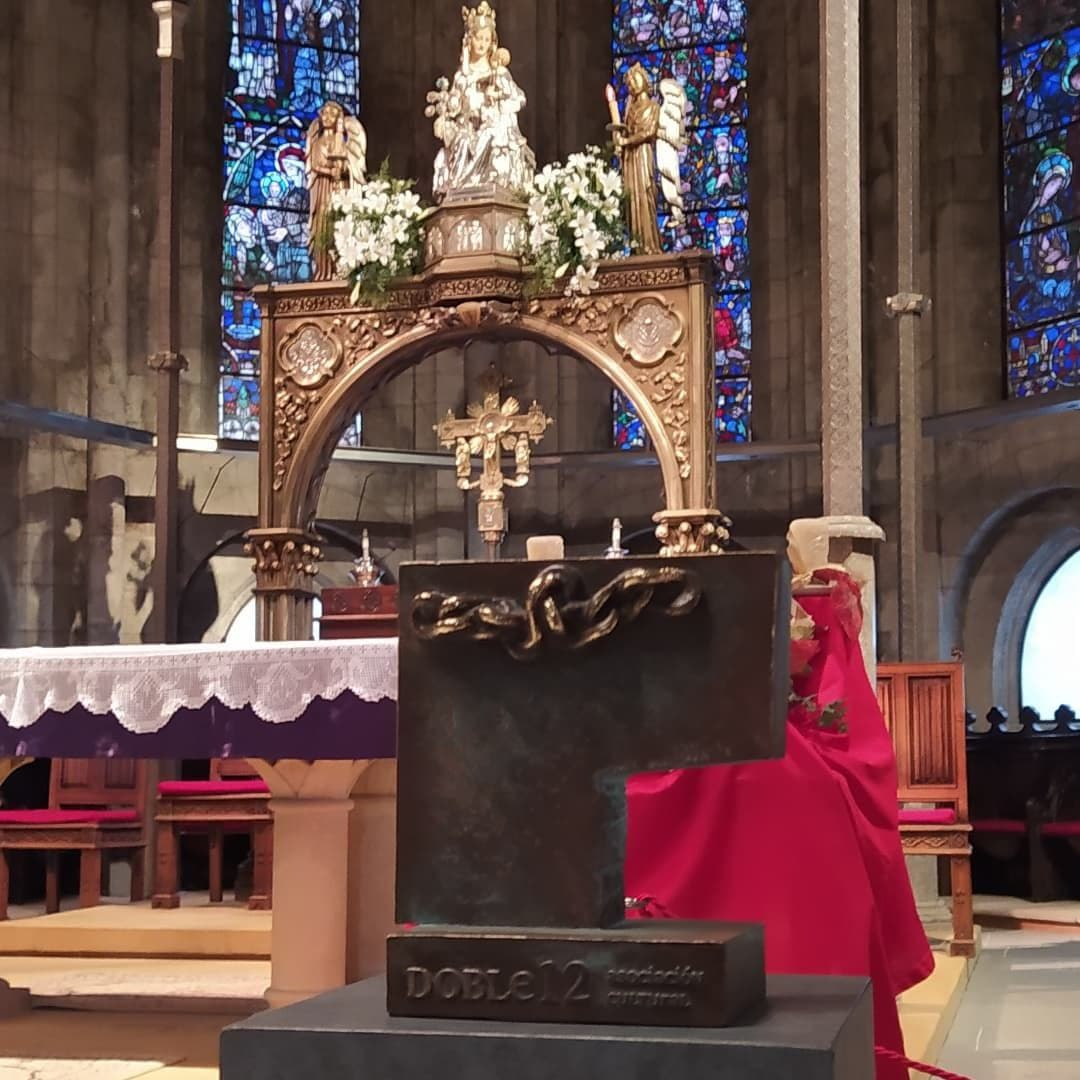
Premio Cadenas de Navarra (Carlos Ciriza, Roncesvalles, 2021)
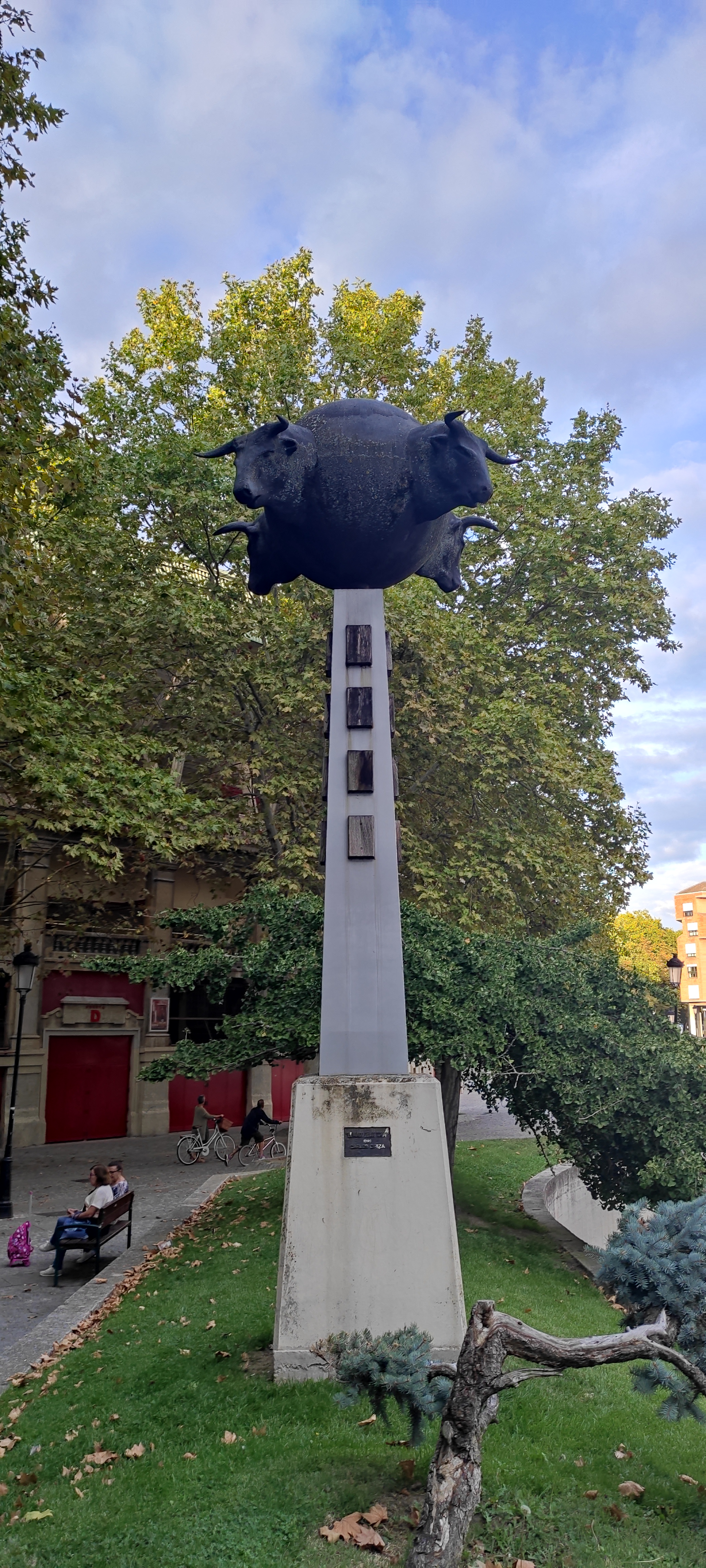
El mundo de los toros (Pamplona, 1996)